# Olmaria
L'olmaria (Filipendula ulmaria (L.) Maxim., 1879) è una pianta erbacea della famiglia delle Rosaceae, diffusa in Eurasia.

## Descrizione

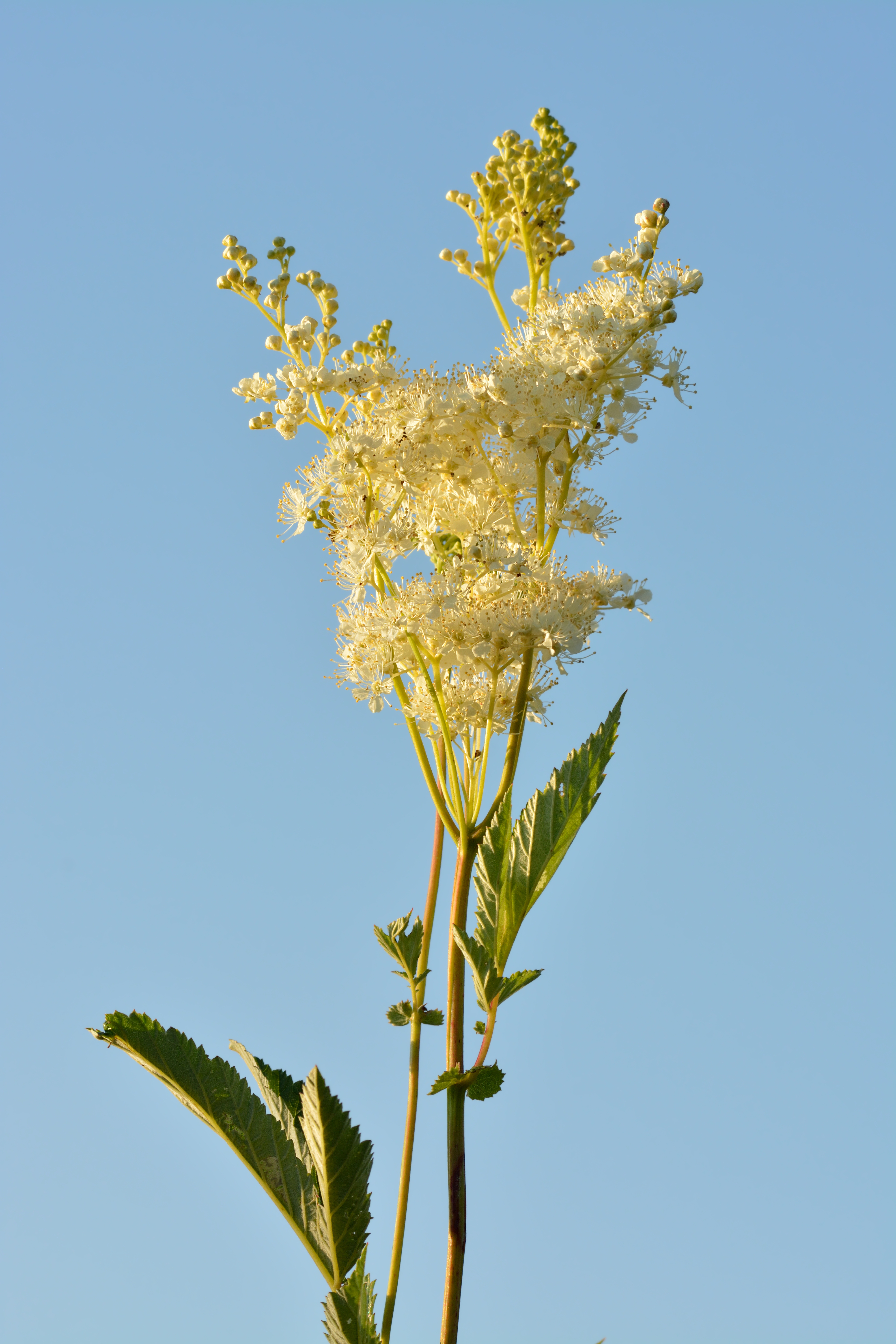
Infiorescenza

Pianta erbacea pelosa con rizoma e fusto eretto venato di rosso (circa 1 metro). Presenta foglie sessili, grandi. Fiori riuniti in infiorescenze ombrelliformi. La droga si ricava dalle sommità fiorite e dal rizoma.

## Ecologia
Filipendula ulmaria è la pianta nutrice dalle larve di diverse specie di lepidotteri delle famiglie: Arctiidae, Erebidae, Geometridae, Hesperiidae, Nepticulidae, Noctuidae, Nymphalidae, Psychidae, Saturniidae, Tortricidae.

## Distribuzione e habitat
Comune in Europa e Asia.

## Usi
L'olmaria ha proprietà antinfiammatorie, diuretiche, antispasmodiche, antireumatiche, depurative, astringenti. Viene utilizzata per alleviare i dolori reumatici, ma anche negli stati febbrili e influenzali, contro le cefalee e in odontoiatria. L'attività antinfiammatoria della pianta è dovuta ai derivati salicilici ed ai flavonoidi.